# تويوتا جي آر يارس
تويوتا جي آر يارس (باليابانية: トヨタ・GRヤリス، هيبورن: Toyota Jīāru Yarisu) هي سيارة رياضية مدمجة صُنعت منذ عام 2020 من قبل شركة تويوتا بمساعدة قسم جازو ريسينغ (GR) الخاص بالشركة. إنها سيارة هاتشباك بثلاثة أبواب صُممت لتلبية قواعد اعتماد بطولة العالم للراليات (WRC). تتوفر جي آر يارس بنظام دفع رباعي إلى جانب تعديلات مهمة أخرى تميزها عن ياريس من سلسلة XP210 ذات الخمسة أبواب، حيث يعتمد الجزء الخلفي من السيارة على سلسلة كورولا الأكبر E210.

## نظرة عامة
خلال تطوير هاتشباك ياريس XP210، قررت تويوتا تقديمها فقط بهيكل بخمسة أبواب، حيث أن شعبية هاتشباك بثلاثة أبواب كانت تتضاءل. في حين أن القرار كان منطقيًا من الناحية المالية، إلا أنه شكل مشكلة لفريق تويوتا لسباقات رالي العالمي (WRC)، والذي اعتقد أن هاتشباك بثلاثة أبواب فقط مناسبة للمنافسة.
على الرغم من التكلفة الباهظة لتطوير نموذج أداء إنتاج محدود ، شعر رئيس شركة تويوتا أكيو تويودا بقوة أنه من المهم أن تظل الشركة ممثلة في بطولة العالم للراليات (WRC)، لذلك أذن بتطوير جي آر ياريس. صرح تويوتا لاحقًا أنه يرى جي آر ياريس مشروع شغف خاص به، ينبع من رغبة شركة صناعة السيارات في تطوير وبناء سيارة رياضية بتصميم خاص بها بحت، على عكس السيارة 86 (التي طُورت وبُنيت بالاشتراك مع سوبارو) أو جي آر سوبرا (طُورت بالاشتراك مع بي إم دبليو وبناها ماجنا شتاير).

### التصميم

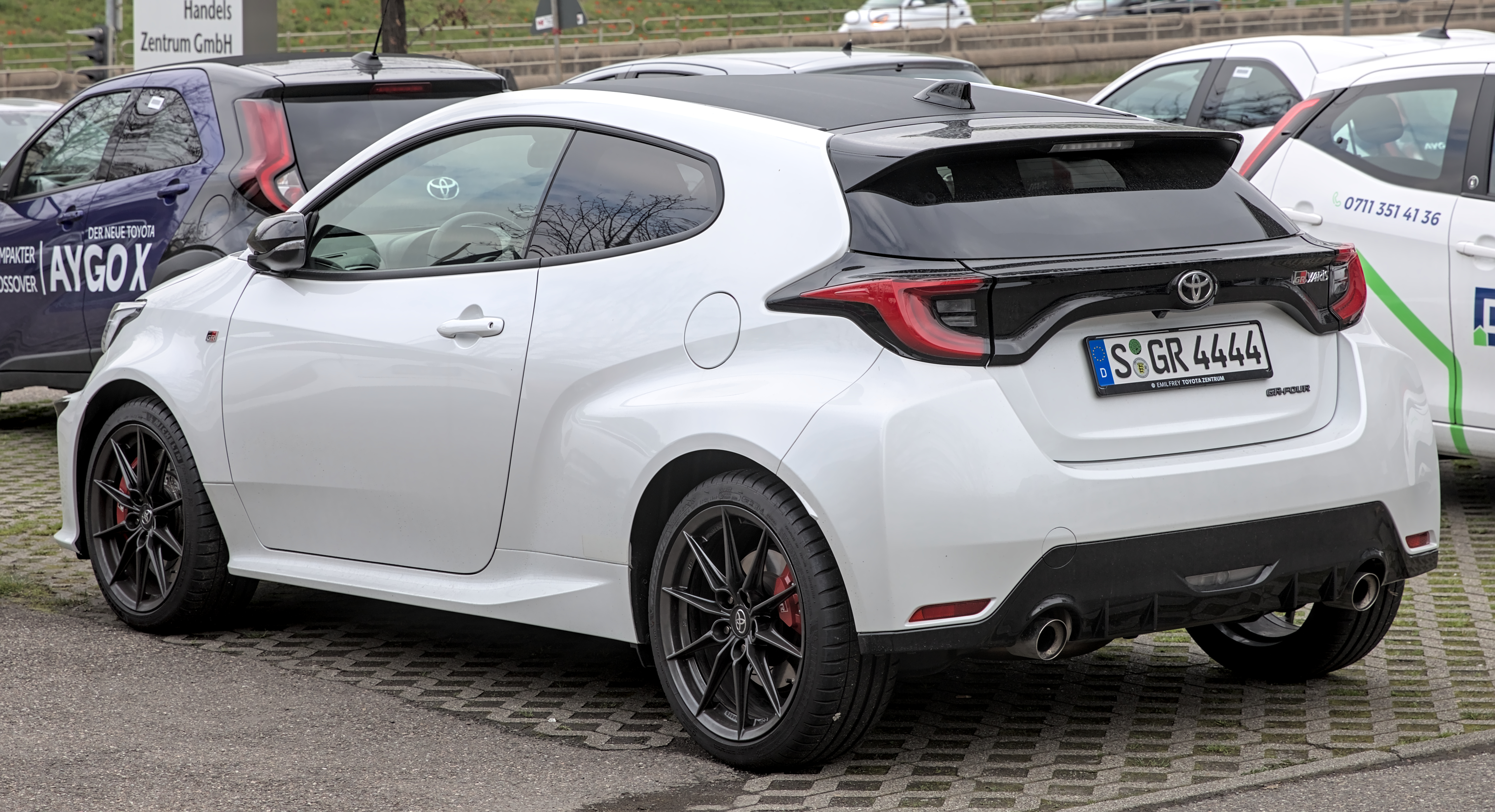
الشكل من الخلف
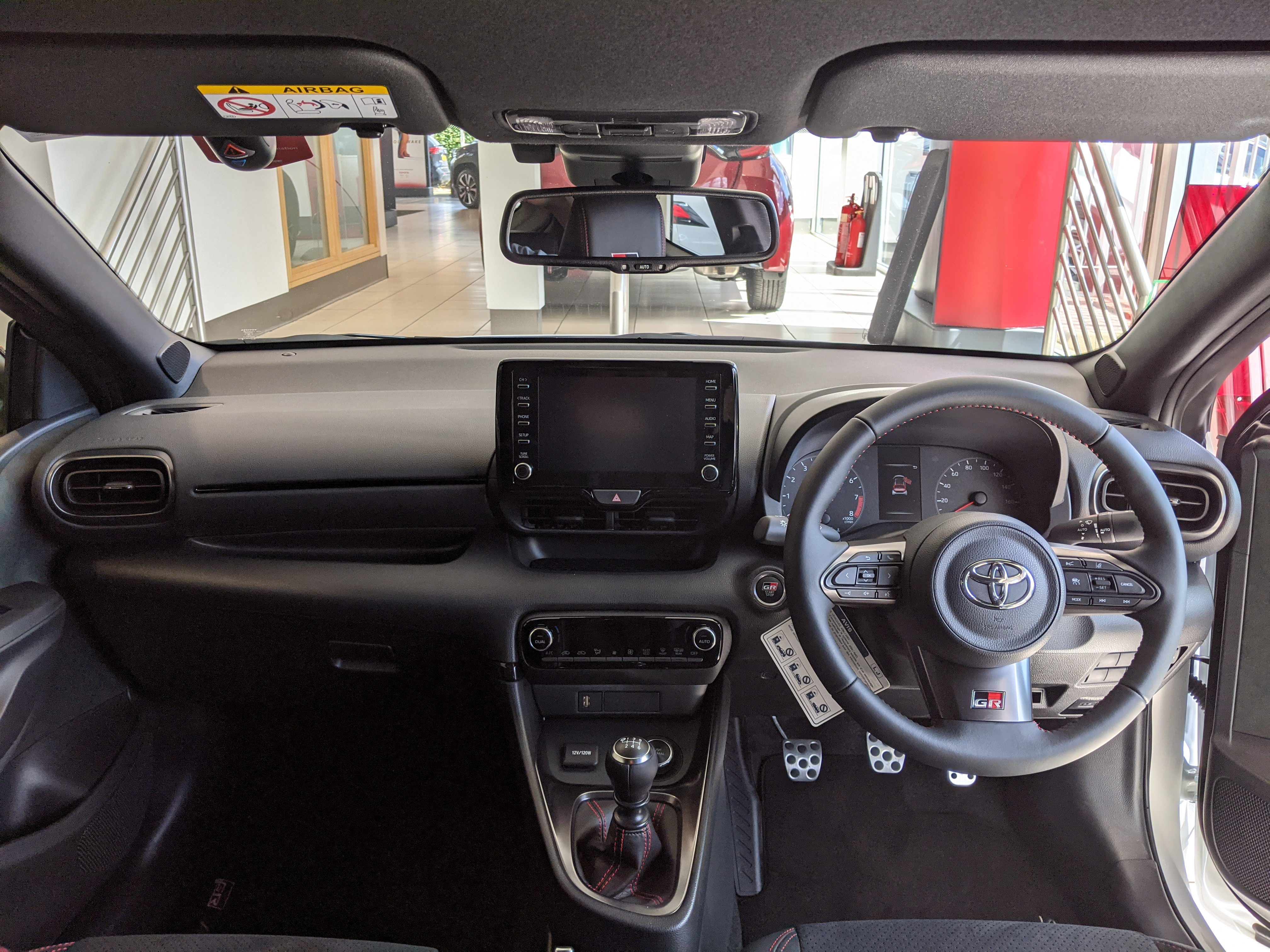
الشكل الداخلي

وفقًا لقواعد اعتماد بطولة العالم للراليات (WRC)، تحتاج شركة تويوتا إلى إنتاج ما لا يقل عن 2500 وحدة من جي آر ياريس خلال فترة 12 شهرًا متصلة، على الرغم من أن تويوتا تزعم أنها 25000 وحدة.تتطلب سيارات الرالي المعتمدة لبطولة العالم للراليات (WRC) استخدام هيكل السيارة الأساسي نفسه كسيارة إنتاج، وتتوفر سيارة ياريس القياسية من سلسلة XP210 فقط بخمسة أبواب، وهو ما اعتبرته تويوتا وتويودا غير مناسب. شارك فريق تويوتا جازو لسباقات الرالي ، بقيادة مدير الفريق وبطل العالم للراليات 4 مرات تومي ماكينن، بشكل كبير في التصميم. كان التحدي هو بناء سيارة يمكن تجهيزها للمشاركة في فعاليات بطولة العالم للراليات، وفي نفس الوقت تكون مناسبة للقيادة اليومية.
بالتعاون مع فريق الرالي، قام قسم جازو ريسينغ (GR) ببناء نماذج أولية واختبار عن طريق تعديل سيارات ياريس الإنتاجية بشكل كبير والتي أعيد هندستها بعد ذلك إلى سيارة تعمل لصالح العميل العادي. أمضى كل من تويوتا ومأكينين وقتًا في اختبار قيادة هذه النماذج التطويرية وسيارات ما قبل الإنتاج على الثلج والحصى والطريق.
حدث أحد التغييرات الرئيسية عندما قرر الفريق أن يكون هاتشباك بثلاثة أبواب دفع رباعي، وعرض مسار خلفي أوسع، وتخطيط تعليق موجه عرضي مزدوج للتعامل مع عزم دوران متزايد بشكل ملحوظ. تطلبت التغييرات التصميمية بناء جي آر ياريس على مزيج بين مقدمة سيارة ياريس القياسية بهيكل GA-B مع مؤخرة منصة GA-C المستخدمة في كورولا، من بين منتجات تويوتا الأخرى. لتوفير الوزن ، تستخدم جي آر ياريس أيضًا الألومنيوم لغطاء المحرك الأمامي وغطاء صندوق الأمتعة وألواح الأبواب. كما أنه يستخدم البلاستيك المقوى بألياف الكربون للوحة السقف الخاصة به والتي شُكلت باستخدام طريقة مركب الصب الصفائح. في النهاية، قال كبير المهندسين ناوهيكو سايتو إنه تمكن من استيعاب 90 بالمائة من طلبات التصميم التي قدمها ماكين وفريق WRC.

تُشغل السيارة الإنتاجية بواسطة محرك G16E-GTS سعة 1.6 لتر بثلاثة أسطوانات بشاحن توربيني وحقن مباشر / حقن بالمنفذ، والذي بُني من قبل جازو، والذي ينتج من 192 إلى 200 كيلووات (257 إلى 268 حصان؛ 261 إلى 272 حصان) و360 إلى 370 نيوتن متر (266 إلى 273 رطل قدم) من عزم الدوران، ويختلف ذلك بسبب لوائح الانبعاثات في بعض الأسواق. يقترن المحرك بناقل حركة يدوي ذكي من 6 سرعات من سلسلة V16 ("iMT") ونظام الدفع الرباعي الدائم "GR-Four". يبلغ التسارع المعلن من 0 إلى 100 كم / ساعة (0 إلى 62 ميلاً في الساعة) في 5.2 إلى 5.5 ثانية والسرعة القصوى المحددة إلكترونياً 230 كم / ساعة (143 ميلاً في الساعة).

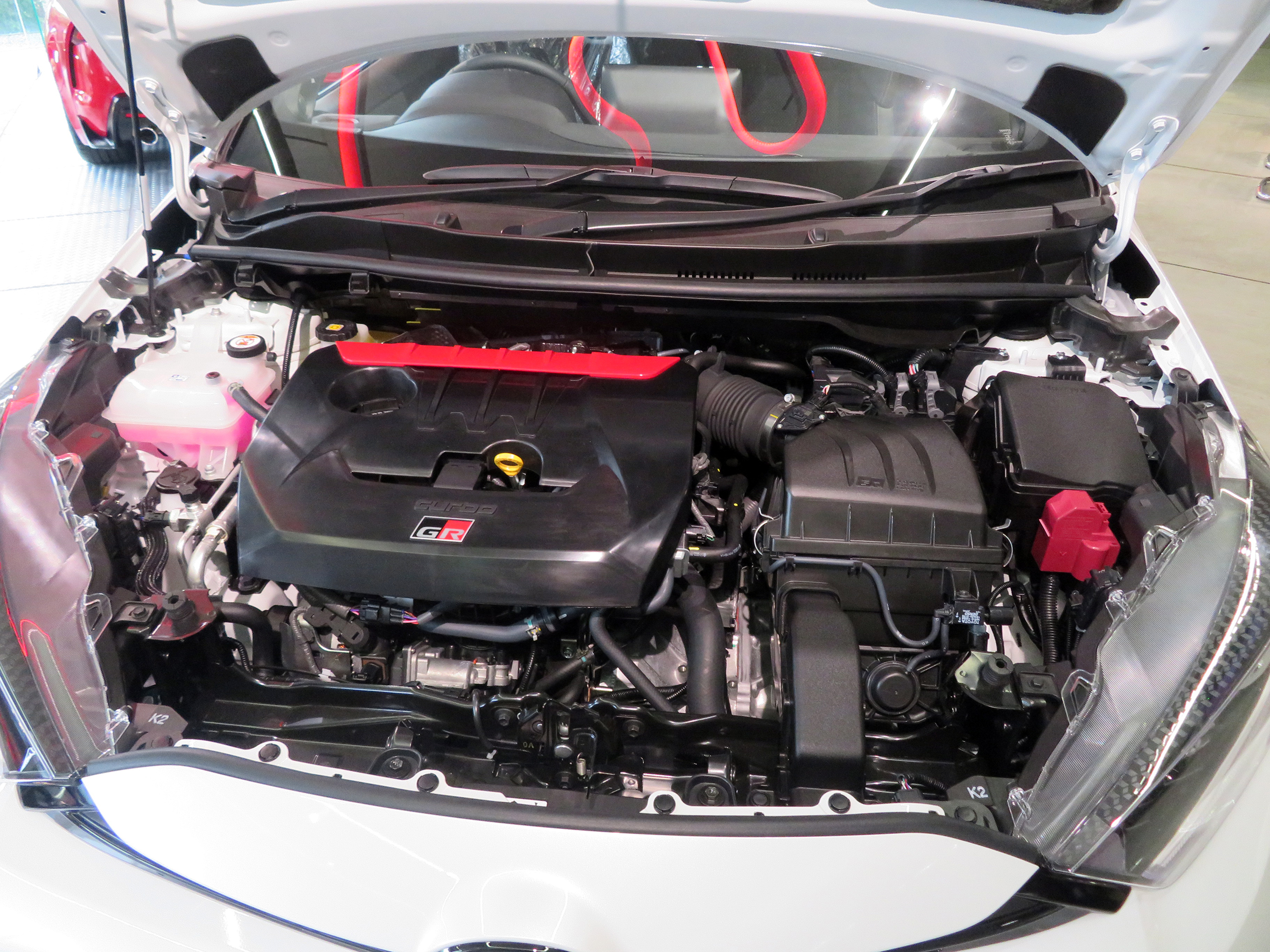
محرك G16E-GTS لسيارة جي آر يارس
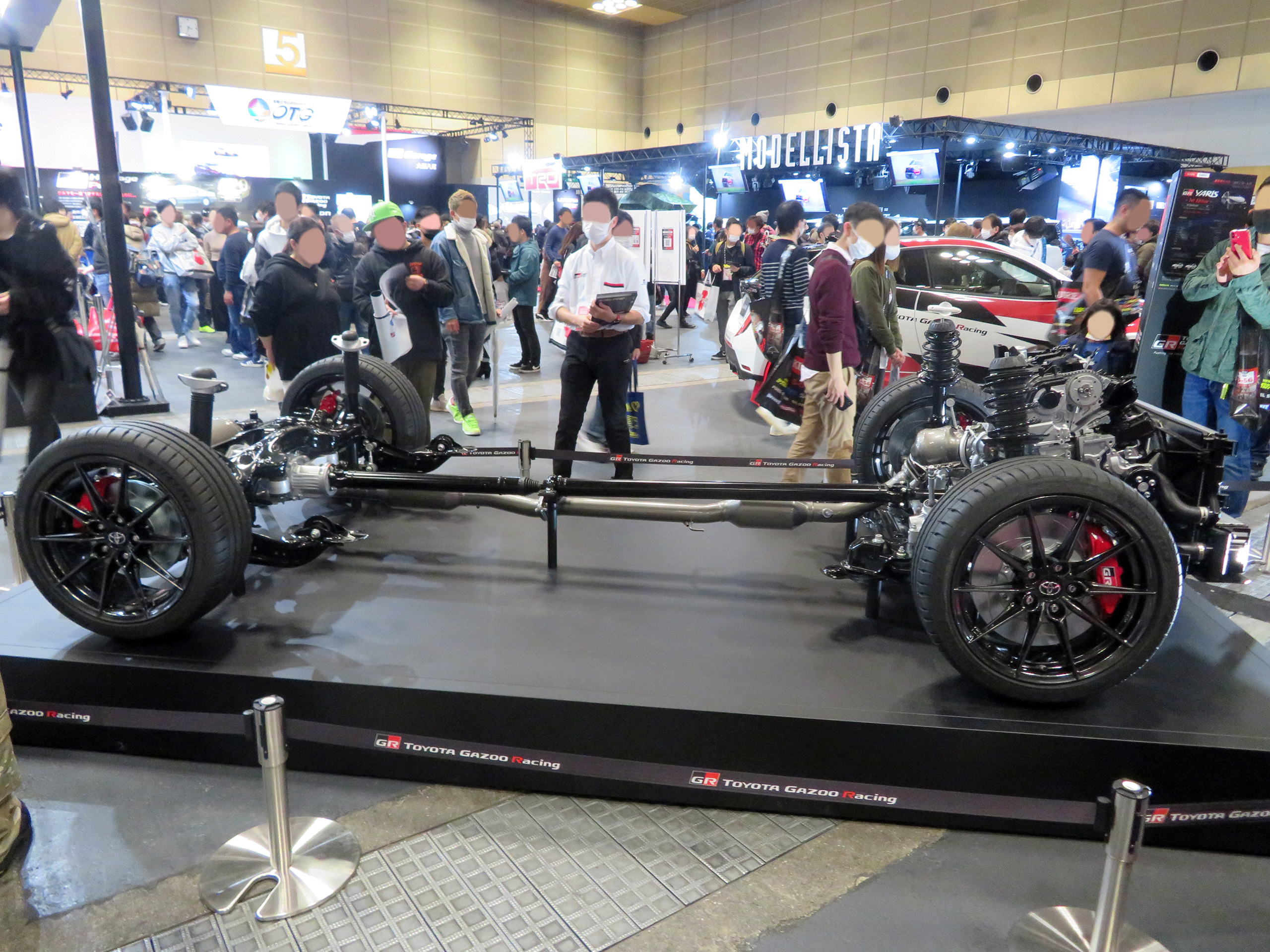
نظام الدفع لموديلات GR Yaris 1.6

كُشف عن سيارة جي آر يارس لأول مرة في معرض طوكيو للسيارات 2020، وهي تُباع حاليًا في اليابان وأوروبا وأستراليا ونيوزيلندا وجنوب إفريقيا وتايلاند وماليزيا وإندونيسيا وسنغافورة والفلبين والمكسيك والأرجنتين وتايوان.
لم تُطرح جي آر يارس للبيع في الولايات المتحدة أو كندا، ويعزو المحللون ذلك إلى انخفاض مبيعاتها المتوقعة، وتوقف إنتاج سيارة ياريس العادية في تلك الأسواق، واختلافها عن أحدث ياريس المُباعة في المنطقة، والتي كانت عبارة عن مازدا 2 مُعاد تسميتها وتصميمها بشكل بسيط. حصل كلا البلدين على سيارة جي آر كورولا الأكبر ذات الخمسة أبواب في عام 2022 للعام 2023 بدلاً منها.
في 12 يناير 2024، وفي معرض طوكيو للسيارات، حصلت السيارة على تحديثات في التصميم الخارجي، ولأول مرة، أضافت تويوتا خيار ناقل حركة أوتوماتيكي بـ 8 سرعات. من المقرر أن يبدأ إنتاج نسخة جي آر يارس المحدثة للسوق الأسترالي في أواخر عام 2024، على أن تصل إلى صالات العرض في أوائل عام 2025.

### جي آر يارس ار اس
تويوتا تقدم في السوق الياباني فقط طراز جي آر يارس ار اس منخفض السعر ومزود بالدفع الأمامي. نظرًا لافتقاره إلى نظام الدفع الرباعي، حُذف شعار "GR-Four"، ولكن بخلاف ذلك، فإن هيكل السيارة الخارجي لطراز  ار اس مطابق تمامًا لطراز آر زد القياسي. تحت غطاء المحرك، اُستبدل محرك جي آر المُصنع بمحرك دينامك فورس العادي وهو محرك ثلاثي الأسطوانات بسعة 1.5 لتر، وناشر للتنفس الطبيعي، يولد 88 كيلووات (118 حصان؛ 120 حصان) ومقترن بناقل حركة ذو تعشيق مستمر CVT "دايركت شيفت" K120. يتضمن ناقل الحركة ترسًا أولًا فعليًا (يُعرف باسم "ترس الانطلاق") وتسعة تروس محاكاة إضافية، ليصبح المجموع عشرة تروس. كما يستخدم ار اس نظام المكابح الموجود في طرازات ياريس العادية. ومع ذلك، حُفظ على نظام التعليق الخلفي عرضي مزدوج. يبلغ وزن السيارة 1,130 كجم، وهي أخف بمقدار 150 كجم من طراز آر زد وطراز جي آر ياريس العالمي الذي يزن 1,280 كجم.

في أبريل 2022، طُرح طراز "الحزمة الخفيفة" للبيع، مما أدى إلى تقليل الوزن بشكل أكبر إلى 1,110 كجم.

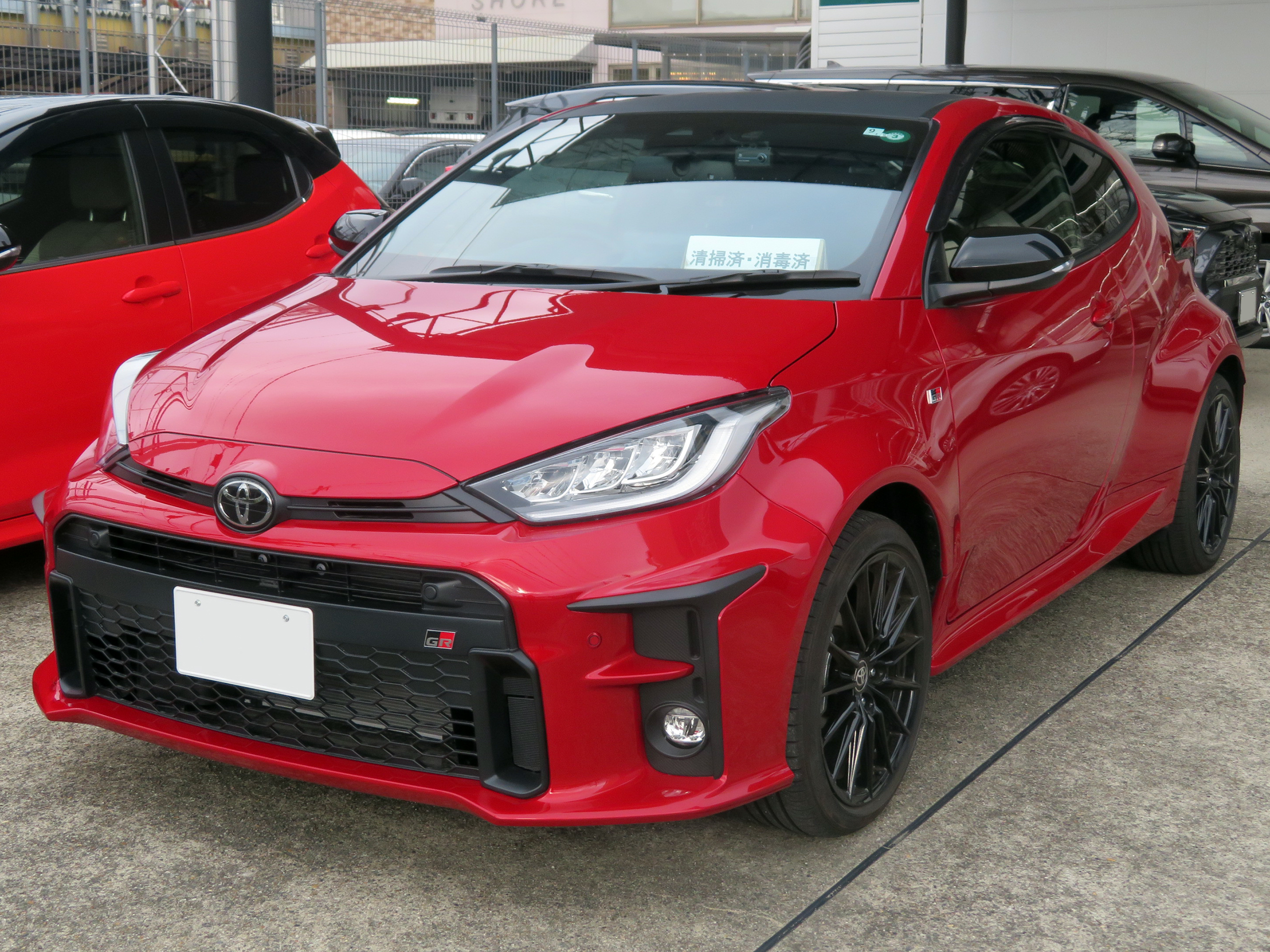
جي آر ياريس آر إس (MXPA12، اليابان)
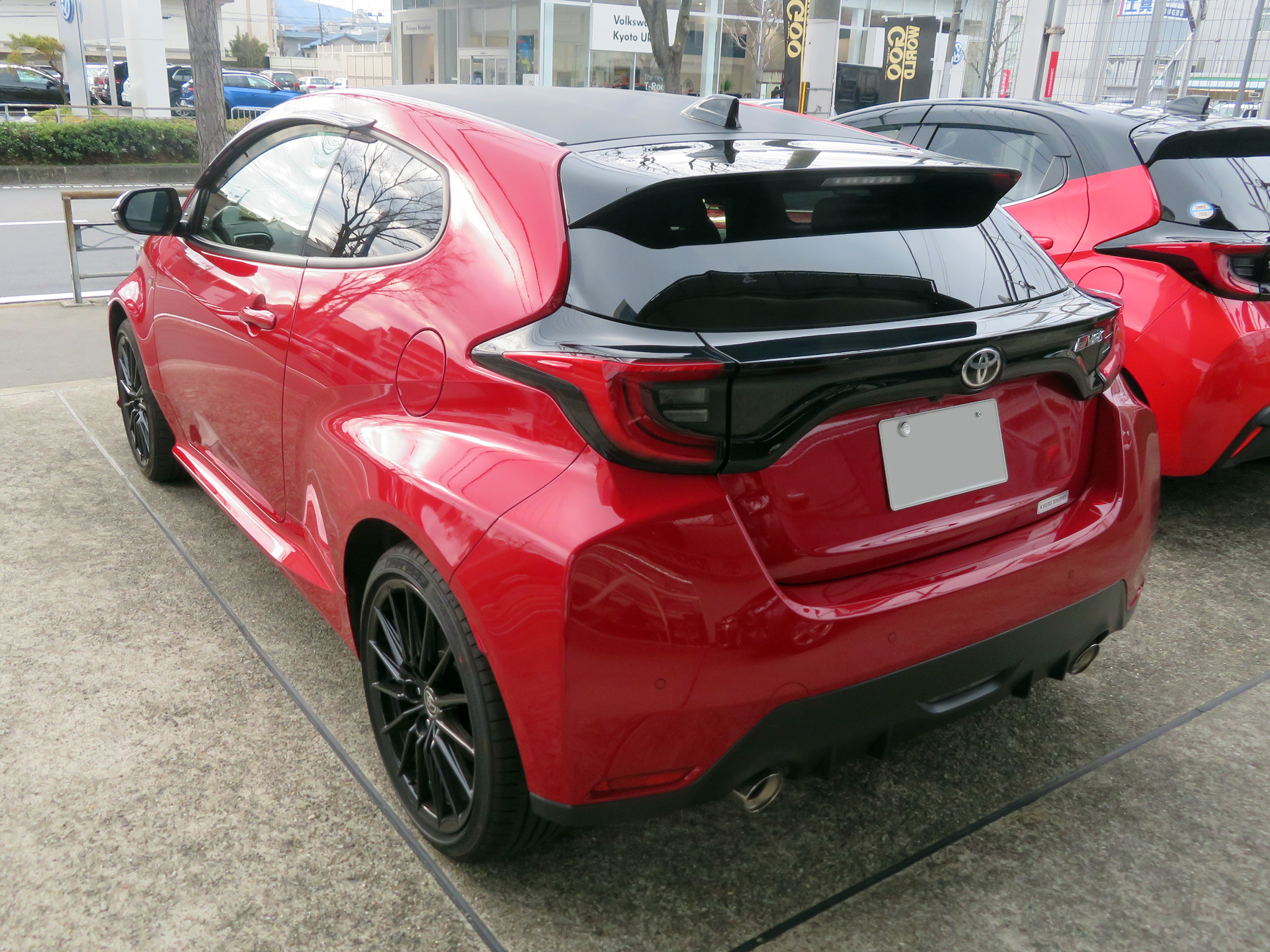
جي آر ياريس آر إس (MXPA12، اليابان)، لاحظ عدم وجود شارة "GR-Four".

## إصدارات خاصة

### جرمن ياريس (2022)
جرمن ياريس ("GRMN" تعني قِسم جازو للسباقات، ضُبطت على يد مايسترو حلبة نوربورغرينج) هي نسخة محدودة الإنتاج (500 وحدة) تستند إلى طراز جي آر ياريس آر زد وتتميز بما يلي:
- زيادة عزم دوران المحرك بمقدار 20 نيوتن متر (15 رطل قدم) ليصل إلى 390 نيوتن متر (288 رطل قدم)، بينما تظل قوة حصان المحرك كما هي.
- ناقل حركة بتروس نسبة تقارب معاد ضبطه وطقم تروس نهائي منخفض. صُنعت التروس الأول والثالث والرابع والخامس والنهائي من مادة SNCM وطُبقت معالجة بالرصاص عليها، مما يُقال إنه يحسن بشكل كبير من تحمل عزم الصدمة ومقاومة الإجهاد.
- كلتش معزز من المعدن على دولاب الموازنة ثنائي الكتلة.
- استخدام ألياف الكربون بتقنية النسيج السرجي لصندوق الأمتعة والسقف وإزالة مقاعد الركاب الخلفية، مما أدى إلى تخفيف الوزن بحوالي 20 كجم.
- زيادة عدد نقاط اللحام النقطية بمقدار 545 وتعزيز صلابة الهيكل من خلال تطبيق 12 مترًا إضافيًا من اللاصق الهيكلي.

بالإضافة إلى طراز جرمن ياريس العادي، كانت تتوفر أيضًا خيارات "حزمة حلبة السباق" و "حزمة الرالي". تشتمل حزمة حلبة السباق على عجلات BBS جرمن المخصصة مقاس 18 بوصة، ومكابح مقاس 18 بوصة، ومخففات صدمات بيلستين مع قوة تخميد قابلة للتعديل، وجناح خلفي من الكربون (ألياف الكربون بتقنية النسيج السرجي)، وعتبة جانبية وجناح سفلي، بينما تشتمل حزمة الرالي على مخففات صدمات GR ومجموعة وصلة تثبيت قصيرة، ومجموعة حماية أسفل السيارة GR وقفص تدحرج GR (مع قضيب جانبي). يمكن اختيار أجزاء حزمة الرالي بشكل منفصل.

كُشف عن السيارة في معرض طوكيو للسيارات 2022. وبدأت المبيعات في الربع الأول من عام 2022، مع بدء الطلب المسبق في 14 يناير 2022.

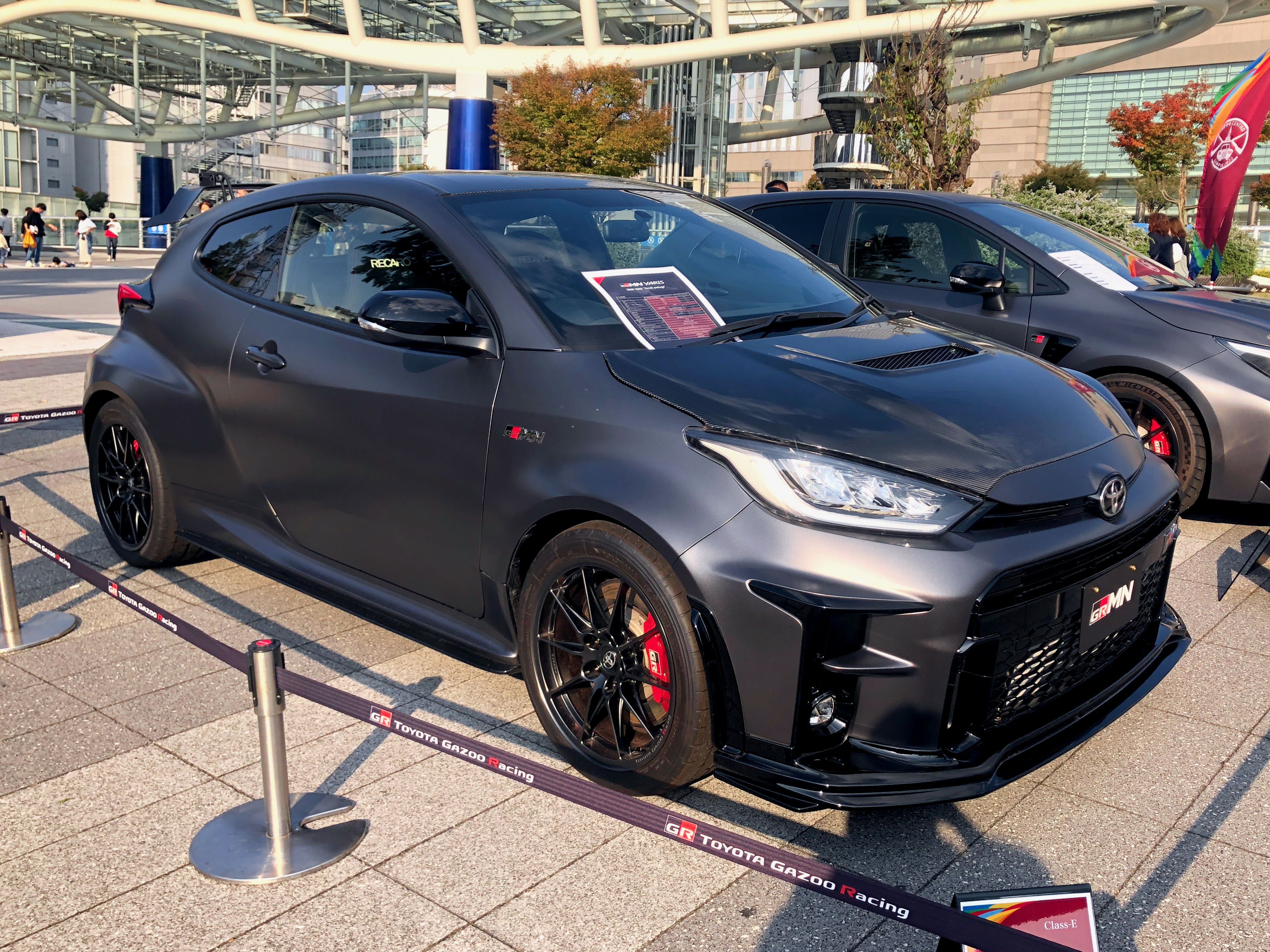
جرمن ياريس
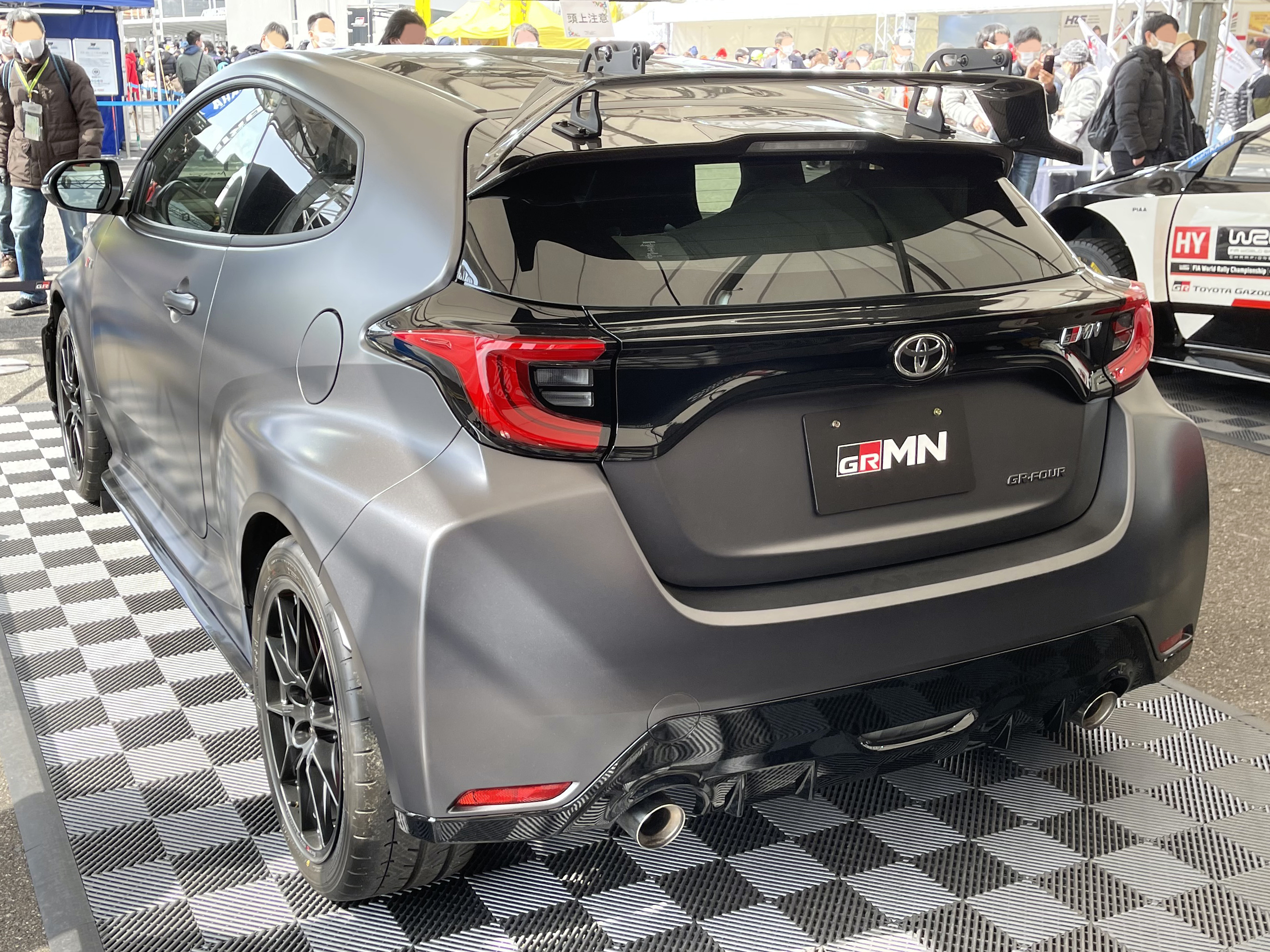
حزمة حلبة جرمن ياريس
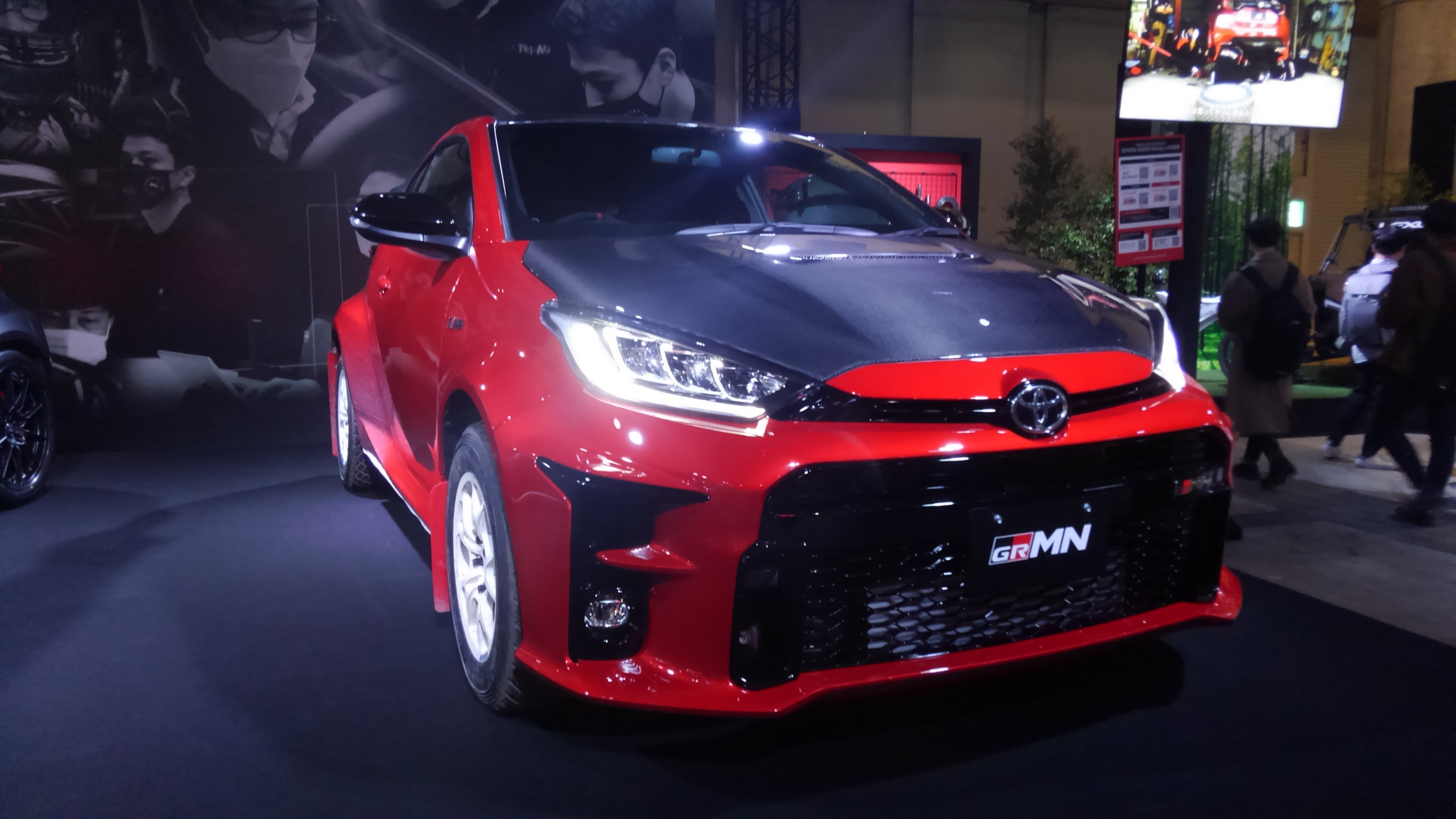
باقة رالي جرمن ياريس

## النماذج المعدلة

### جي آر ياريس هيدروجين
هي  جي آر ياريس بمحرك G16E-GTS معدلة للعمل بوقود الهيدروجين.

## رياضة السيارات
استخدمت سيارة جي آر ياريس كأساس لسيارة جي آر ياريس رالي 1 التي ظهرت لأول مرة في موسم بطولة العالم للراليات لعام 2022. ستظهر جي آر ياريس رالي 2 لأول مرة في بطولة العالم للراليات 2024.

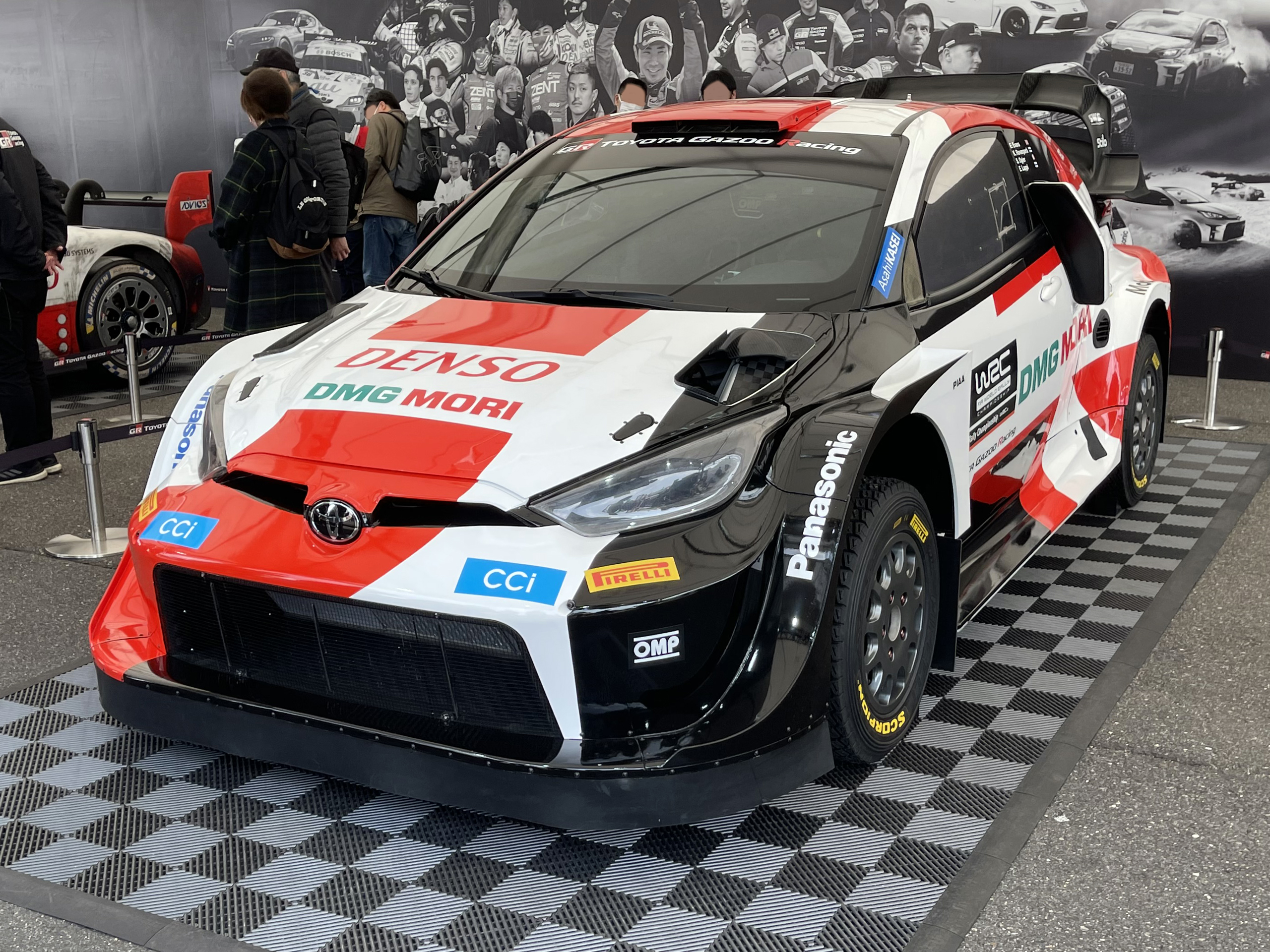
جي آر ياريس رالي 1

## جوائز
في يناير 2021 ، اُختيرت جي آر يارس كأفضل سيارة هاتشباك من قبل مجلة What Car؟. منحت المجلة سيارة جي آر يارس خمس نجوم من أصل خمسة في مراجعتها للسيارة.
فازت  جي آر يارس بلقب سيارة العام في المملكة المتحدة لعام 2021 ، بالإضافة إلى فوزها بجائزة أفضل أداء.

## الانتاج
بدأ إنتاج جي آر يارس في سبتمبر 2020 على خط تجميع مخصص في مصنع موتوماشي، والذي تسميه تويوتا بـ "مصنع جي آر" ويعمل به فريق من الحرفيين المهرة. 
في 30 يوليو 2021 ، مُدد إنتاج جي آر ياريس لمدة عامين بسبب الطلب القوي على السيارة.